# Hartmans Handbok i Skandinaviens Flora
Hartmans Handbok i Skandinaviens Flora (abreviado Skand. Fl.) es un libro con ilustraciones y descripciones botánicas que fue escrito por el botánico, pteridólogo, briólogo sueco Otto Rudolf Holmberg. Fue publicado en Estocolmo en 4 partes en los años 1922-1931.

## Publicación
- Parte n.º 1: Jun-Dec 1922. p. [1]-160
- Parte n.º 2: Sep-Dec 1926. p. 161-320
- Parte n.º 2a: 1928. p. [1]-224 [Vol.] 1b,
- Parte n.º 1: Jul-Aug 1931. p. [1]-160